# Pinch-effekt (elektrodynamik)
En pinch-effekt, elektromagnetisk indsnøringseffekt, elektromagnetisk sammensnøringseffekt eller elektromagnetisk knibningsfænomen er kompressionen af en elektrisk ledende tråd af magnetiske kræfter. Lederen er typisk et plasma, men kunne også være et faststof eller flydende metal. I en z-pinch, er den elektriske strøm aksial (i z-retningen i et cylindrisk koordinatsystem) og magnetfeltet azimutalt; i en theta-pinch strømmen azimutal (i theta-retningen i cylindriske koordinater) og magnetfeltet er aksialt. Fænomenet benævnes også som et "Bennett-pinch" (efter Willard Harrison Bennett), "elektromagnetisk-pinch", "magnetisk-pinch", "pinch-effekt" eller "plasma-pinch".
Pinch-effekten forekommer naturligt i elektriske udladninger som f.eks. lyn, polarlyset, strømlag, and solfakler. Pinch-effekter produceres også i laboratorier, primært ved forskning i fusionskraft, men også af hobby-folk (f.eks. indsnøre aluminumsdåser).

## Magneforming
Indsnøringsvirkningen (pinch-effekten) kan være så stærk, at den svarer til f.eks. 100 atmosfære. Der er mange eksempler på at hobby-folk har "forminsket"/3D-mast mønter – og lagt to mønter oven på hinanden med resultatet, at de former to halvkugler eller en hel møntkugle grundet 3D-masning. Bemærk at bevidst deformering af mønter kan være ulovlig i nogle lande.